# Eulerovo kritérium
Eulerovo kritérium je matematické tvrzení z oboru teorie čísel, které poskytuje algoritmus, jak rychle rozpoznat, zda je zadané celé číslo {\displaystyle a} kvadratickým zbytkem modulo zadané prvočíslo {\displaystyle p}, tedy zda existuje celé číslo {\displaystyle x}, že {\displaystyle a\equiv x^{2}({\pmod {p}})}. Může být vysloveno v následujícím znění:
Je-li {\displaystyle p} liché prvočíslo a {\displaystyle a} je celé číslo nesoudělné s {\displaystyle p}, pak
{\displaystyle a^{\tfrac {p-1}{2}}\equiv {\begin{cases}\;\;\,1{\pmod {p}}&{\text{ existuje-li celé číslo }}x{\text{ takové, že }}a\equiv x^{2}{\pmod {p}}\\-1{\pmod {p}}&{\text{ neexistuje-li takové celé číslo.}}\end{cases}}}
Jiným způsobem vyjádření téhož je rovnost s patřičným Legendreovým symbolem:
{\displaystyle \left({\frac {a}{p}}\right)\equiv a^{(p-1)/2}{\pmod {p}}.}
Tvrzení je pojmenováno po Leonhardu Eulerovi, který jej popsal v roce 1748.

## Důkaz
Důkaz využívá znalosti, že zbytkové třídy modulo prvočíslo tvoří konečné těleso. V takové situaci platí Langrangeova věta, která říká, že mnohočlen stupně {\displaystyle k} může mít nejvýše {\displaystyle k} kořenů. Tedy v tomto případě má rovnice {\displaystyle x^{2}\equiv a{\pmod {p}}} nejvýše dva kořeny pro každé {\displaystyle a}. Na druhou stranu, každé {\displaystyle x} (kromě nuly) může svoji druhou mocninu sdílet jen s jedním jiným {\displaystyle x}, což znamená, že kvadratických zbytků je nejméně {\displaystyle (p-1)/2}.
Protože je {\displaystyle a} nesoudělné s {\displaystyle p}, platí podle Malé Fermatovy věty kongruence
{\displaystyle a^{p-1}\equiv 1{\pmod {p}},}
což lze přepsat jako
{\displaystyle \left(a^{\tfrac {p-1}{2}}-1\right)\left(a^{\tfrac {p-1}{2}}+1\right)\equiv 0{\pmod {p}}.}
Protože celá čísla modulo {\displaystyle p} tvoří těleso, jeden z činitelů výrazu výše musí být roven nule. Pokud je {\displaystyle a} kvadratickým zbytkem, tedy například {\displaystyle a\equiv x^{2}}, pak
{\displaystyle a^{\tfrac {p-1}{2}}\equiv {(x^{2})}^{\tfrac {p-1}{2}}\equiv x^{p-1}\equiv 1{\pmod {p}}.}
a první činitel je nulový, tedy
{\displaystyle a^{\tfrac {p-1}{2}}\equiv 1}
Na první činitel lze opět použít Lagrangeovu větu, z které tentokrát plyne, že první činitel může být nulový pouze pro {\displaystyle (p-1)/2} hodnot. Ale to je právě maximální možný počet kvadratických zbytků: Pro nezbytky tedy musí být nulový druhý činitel, tedy
{\displaystyle a^{\tfrac {p-1}{2}}\equiv -1}
Čímž je kritérium dokázáno.